# 써머스비 (영화)
《써머스비》(영어: Sommersby 서머즈비[*])는 1993년 개봉한 미국의 시대극 로맨틱 드라마 영화이다. 1982년 프랑스 영화 《마틴 기어의 귀향》의 리메이크 작품으로, 존 에이미얼이 감독을 맡고, 니컬러스 마이어와 세라 커너켄이 공동 각본을 썼다. 리처드 기어, 조디 포스터, 빌 풀먼, 제임스 얼 존스, 프랭키 페이존, R. 리 어미 등이 출연하였다. 남북 전쟁 직후 재건 시대가 배경이며, 한 농부가 전쟁이 끝나고 귀향하자 아내는 그를 남편인 척 하는 사기꾼으로 의심하지만 그 와중에 사랑에 빠지고 만다는 내용이다.
리처드 기어와 조디 포스터의 연기를 중심으로 평단으로부터 대체로 긍정 평가를 받았다.

## 출연
- 리처드 기어 - 존 로버트 "잭" 서머즈비 / 호러스 타운젠드 역
- 조디 포스터 - 로럴 서머즈비 역
- 브렛 켈리 - 롭 서머즈비 역
- 빌 풀먼 - 오린 미첨 역
- 제임스 얼 존스 - 배리 콘래드 아이작스 판사 역
- 래니 플래어티 - 벅 역
- 윌리엄 윈덤 - 파월 목사 역
- 웬들 웰먼 - 트래비스 역
- 클래리스 테일러 - 에스터 역
- 프랭키 페이존 - 조지프 역
- 로널드 리 어미 - 딕 미드 역
- 리처드 해밀턴 - 독 에번스 역
- 모리 체이킨 - 도슨 변호사 역
- 레이 매키넌 - 웨브 변호사 역

## 우리말 녹음
| KBS 성우진 - 이정구 - 서머즈비 (리처드 기어) - 송도영 - 로럴 (조디 포스터) - 김환진 - 오린 (빌 풀먼) - 박상일 - 판사 (제임스 얼 존스) - 황원 - 나수란 - 이종구 - 김익태 - 최병상 - 이재용 | MBC 성우진 - 이정구 - 잭 서머즈비 (리처드 기어) - 송도영 - 로럴 (조디 포스터) - 최한 - 오린 (빌 풀먼) - 이우신 - 아이작 판사 (제임스 얼 존스) - 김순선 - 에스터 - 이종혁 - 도슨 - 황윤걸 - 벅 - 이철용 - 폴섬 - 김호성 - 웨브 - 최석필 - 조지프 - 방성준 - 트래비스 - 이원찬 - 존 - 조현정 - 로버트 - 이민하 - 일라이 - 김두희 - 프라이 - 양준건 - 브라이언 |  |